# ساوت نیوتون، ویلتشر
ساوت نیوتون (به انگلیسی: South Newton) یک روستا و محله مدنی در بریتانیا است که در ویلتشر واقع شده‌است. ساوت نیوتون ۸۱۹ نفر جمعیت دارد.